# غريغ ميلز
غريغ ميلز (بالإنجليزية: Greg Mills) (18 سبتمبر 1990 بليستر في المملكة المتحدة - ) هو لاعب كرة قدم بريطاني في مركز جناح ‏. لعب مع ديربي كاونتي وتيلفورد يونايتد ونادي بارو ونادي ووستر سيتي وSolihull Moors F.C. ‏.

## وصلات خارجية
- غريغ ميلز على موقع قاعدة بيانات كرة القدم.إي يو (الإنجليزية)
- غريغ ميلز على موقع Soccerbase.com (لاعب) (الإنجليزية)
- غريغ ميلز على موقع Soccerway.com (الإنجليزية)